# Acaraptera waipouensis
Acaraptera waipouensis är en insektsart som beskrevs av Ernst Heiss 1990. Acaraptera waipouensis ingår i släktet Acaraptera och familjen barkskinnbaggar. Inga underarter finns listade i Catalogue of Life.